# Colletto (botanica)

Schematizzazione dell'anatomia di una pianta; il colletto si trova in corrispondenza della riga nera orizzontale

Si definisce colletto di una pianta la zona di passaggio fra il fusto e la radice; è collocato alla base del fusto, in genere a livello del terreno.

## Caratteristiche
È una zona specializzata che consente di resistere alla pressione del terreno circostante ed è il punto fino al quale le piante devono essere interrate al momento del trapianto: se la pianta viene interrata meno rischia di morire per esposizione delle radici, se viene interrata troppo viene lesionato il fusto e possono insorgere patologie, come il marciume del colletto.
In natura può accadere che le radici restino esposte per dilavamento del terreno in seguito a forti piogge; in tal caso, la pianta riesce a irrobustire le radici in modo da resistere all'esposizione (come avviene, ad esempio, per certi ulivi secolari). L'esposizione delle radici delle piante viene ricreata ad arte dai coltivatori di "bonsai", gli alberi nanizzati con tecniche particolari, come nel caso dello stile "Neagari" che fa sembrare la pianta sospesa su colonne formate dalle sue stesse radici.